# Pachycare
Pachycare is een monotypisch geslacht van zangvogels uit de familie Australische zangers (Acanthizidae). De enige soort is:
- Pachycare flavogriseum  – Goudmaskerdikkop